# Cabo Sōya
O Cabo Sōya (宗谷岬 ([Sōya Misaki] Erro: {{japonês}}: o texto tem marcação itálica (ajuda))) é um cabo localizado no extremo norte da ilha de Hokkaido no Japão. Está situado em Wakkanai, na subprefeitura de Soya. O monumento do ponto mais setentrional do Japão (日本最北端の地の碑) fica neste cabo, embora o verdadeiro ponto mais setentrional sob controlo japonês seja uma pequena ilha deserta chamada Bentenjima, 1 km a noroeste. Dado que o cabo fica a apenas 43 km de distância, através do estreito de La Pérouse, do cabo Crillon, na ilha de Sacalina, Rússia, esta é avistável em dias de claridade.